# James Francis Stephens
James Francis Stephens, né à Londres le 16 septembre 1792 et mort à Londres le 22 décembre 1852 , est un zoologiste britannique.

## Biographie

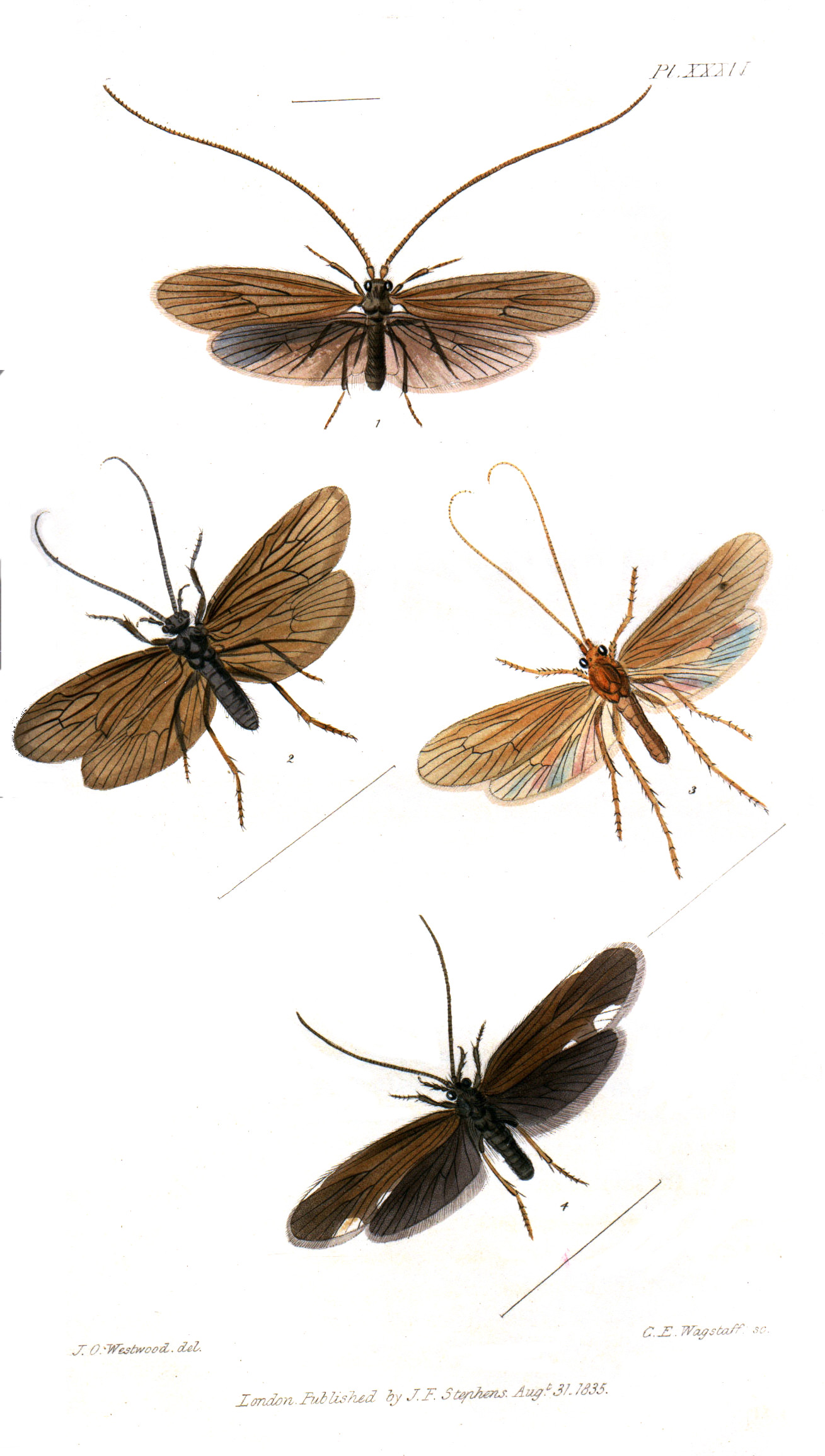
Planche sur les trichoptères. Illustrations of British entomology

Cet entomologiste amateur assiste, à partir de 1818, William Elford Leach (1790-1836) dans son travail sur les collections d’insectes du British Museum.
Il publie en 1829 un Systematic Catalogue of British Insects, and Forming a Guide to their Classification et fait paraître, de 1828 à 1846, les onze volumes d’Illustrations of British entomology.
C’est lui qui assure la parution des six derniers volumes de General Zoology, or Systematic Natural History (1800-1826) de George Kearsley Shaw (1751-1813).